# Zygmunt Bauman

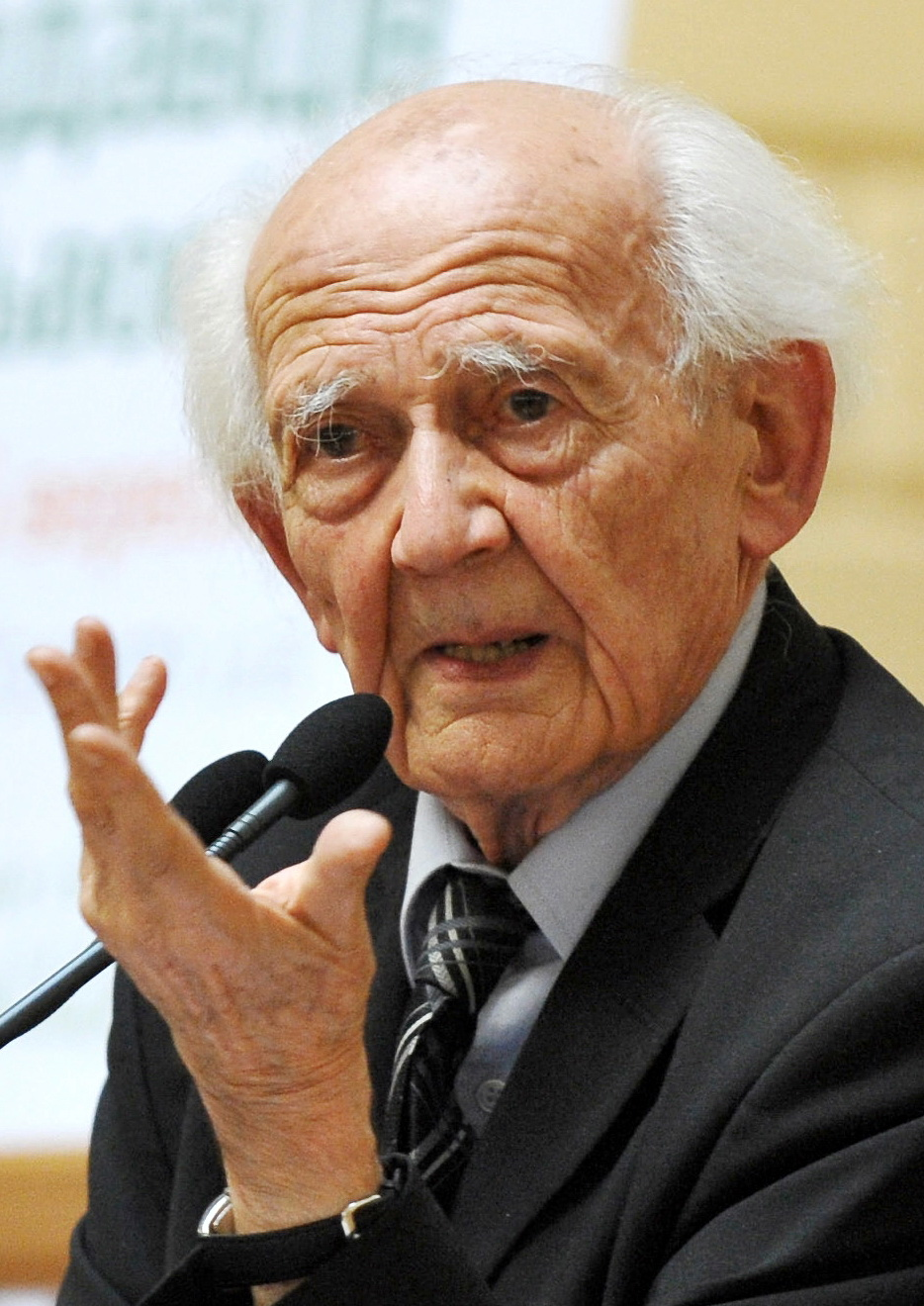
Zygmunt Bauman (2013)

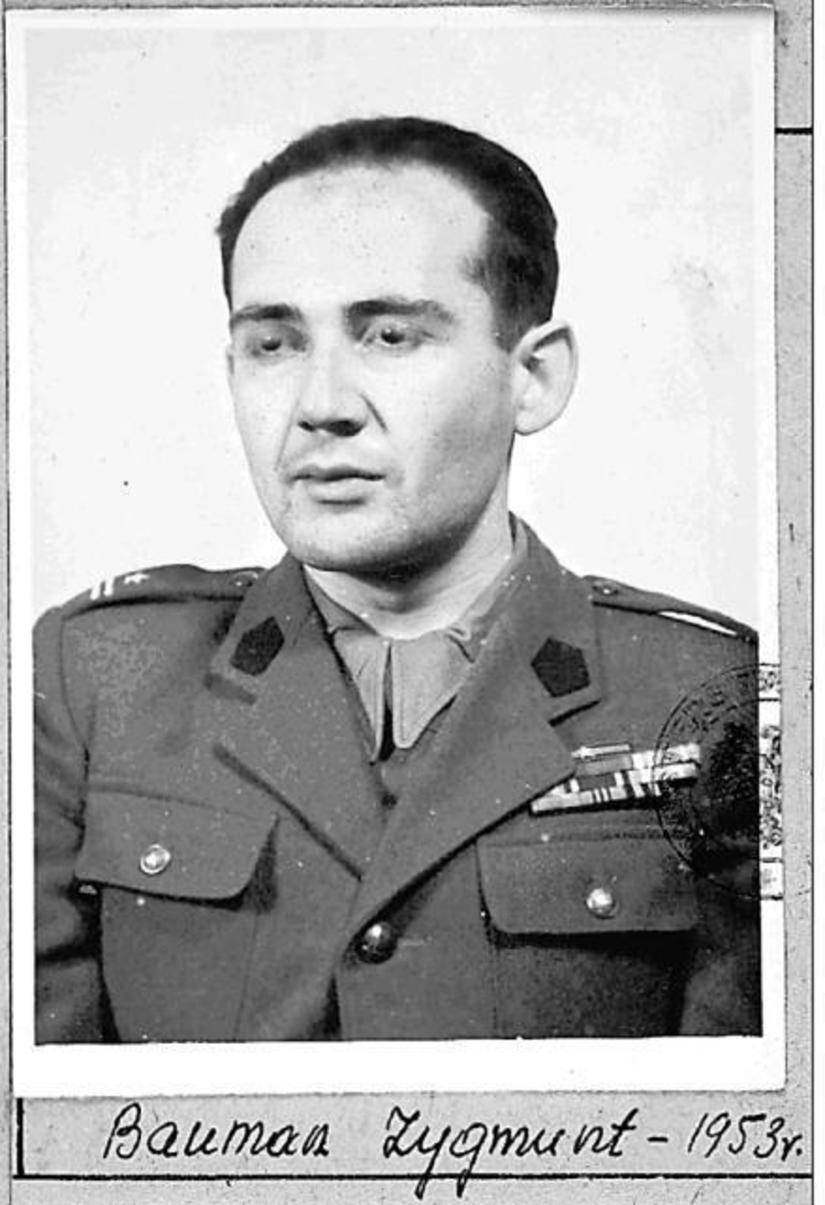
Zygmunt Bauman als Major (1953)

Zygmunt Bauman (geboren am 19. November 1925 in Posen, Polen; gestorben am 9. Januar 2017 in Leeds, England) war ein polnisch-britischer Soziologe und Philosoph.

## Leben

### Kindheit und Jugend
Zygmunt Bauman wurde als erster Sohn einer jüdischen Familie in Posen geboren und wuchs in armen Verhältnissen auf. Er besuchte bis zum Beginn des Zweiten Weltkrieges das renommierte Berger-Gymnasium in Posen. Bei der deutschen Besetzung floh seine Familie in die Sowjetunion. Dort besuchte er ein Internat und trat der kommunistischen Jugendorganisation Komsomol bei. 1942 begann Bauman ein Studium in Gorki, wurde jedoch noch während des ersten Semesters exmaktrikuliert, da er als Ausländer nicht in der Sowjetunion studieren durfte. Daraufhin arbeitete er für mehrere Monate in einem Sägewerk. 1943 wurde er mobilisiert, als Inspektor der Miliz nach Moskau abkommandiert und später als Politoffizier bei einem aus deportierten Polen bestehenden Regiment der Polnischen Streitkräfte in der Sowjetunion eingesetzt. Er nahm an der Schlacht um Berlin teil.

### Tätigkeit in den Sicherheitsorganen der Volksrepublik Polen
Bauman unterzeichnete im Jahr 1944 eine Verpflichtung zur Zusammenarbeit mit dem Militärischen Nachrichtendienst (Informacja Wojskowa) als Agent-Informant unter dem Decknamen „Semjon“ und diente zwischen 1945 und 1953 als politischer Offizier (zuletzt als Major) im Korpus Bezpieczeństwa Wewnętrznego (Internes Sicherheitskorps des Ministeriums für Öffentliche Sicherheit).
Ein 2006 vom polnischen Institut für Nationales Gedenken veröffentlichter Beförderungsantrag aus dem Jahr 1950 enthält eine Notiz, wonach Bauman als Leiter der Politisch-Erzieherischen Abteilung an der Bekämpfung des polnischen antikommunistischen Widerstands beteiligt gewesen sei: „Er führte 20 Tage lang eine Gruppe an, die sich durch die Ergreifung einer großen Zahl von Banditen auszeichnete“, wobei mit „Banditen“ Kämpfer des antikommunistischen Untergrunds in Polen gemeint waren. Außerdem sei er mit dem Tapferkeitskreuz (Krzyż Walecznych) ausgezeichnet worden. Der Antrag hob zudem Baumans Gewissenhaftigkeit, seine wissenschaftliche Eignung sowie sein ideologisches Engagement hervor, das er mit seiner Mutter (einer Aktivistin der Polnischen Vereinigten Arbeiterpartei) teilte.
Die Vorwürfe, Bauman habe „mit der Waffe in der Hand“ gegen den antikommunistischen Widerstand gekämpft, kommentierte dieser 2007 in einem Interview mit der britischen Tageszeitung The Guardian. Bauman übernahm darin die volle Verantwortung für seine Zusammenarbeit mit der Staatsmacht während des Stalinismus und räumte ein, einen Fehler begangen zu haben. Er begründete seine damalige Entscheidung mit dem Glauben an gesellschaftlichen Fortschritt: „In einem verarmten Land erwartet man eine Lösung für Elend, Demütigung, den Mangel an menschlicher Würde und eine Vielzahl sozialer und kultureller Probleme. Betrachtete man das politische Spektrum im damaligen Polen, versprach die kommunistische Partei die besten Lösungen.“
Nachdem Bauman 1950 ein Zitat von Bolesław Bierut verfälschte, wurde er innerhalb des Militärs immer weiter isoliert. Eigenen Angaben zufolge suchte man nach einem Grund, ihn zu entlassen. Diese Gelegenheit bot sich im Zuge der antisemitischen Kampagne in der Sowjetunion gegen Ende von Stalins Herrschaft. Am 16. März 1953 - zehn Tage nach Stalins Tod - wurde Bauman aufgrund der Westkontakte seines Vaters, der zionistische Positionen vertrat, entlassen. Er selbst lehnte die Positionen seines Vaters ab.

## Wissenschaftliche Laufbahn
Seinen Militärdienst verband Bauman mit einem Abendstudium der Philosophie und Soziologie an der Universität Warschau. Noch vor der Verteidigung seiner Magisterarbeit, wurde er als Assistent von Julian Hochfeld an der Universität angestellt. Während des Studiums vertrat er radikal linke Ansichten, die sich jedoch im Zuge seiner akademischen Tätigkeit allmählich abzuschwächen begannen, als er die Kluft zwischen marxistischer Theorie und der gesellschaftlichen Realität erkannte.
Im Mai 1956 verteidigte er seine von Hochfeld betreute Dissertation mit dem Titel Die politische Doktrin der britischen Labour Party. Als Gutachter fungierten Adam Schaff und Karol Lapter. Ein Jahr später, während des politischen Tauwetters nach dem Oktober 1956, erhielt er ein Stipendium, das ihm einen einjährigen Aufenthalt an der London School of Economics ermöglichte. Die Ergebnisse seiner weiteren Forschungen zur britischen Arbeiterbewegung veröffentlichte er in seiner Habilitationsschrift Klasse, Bewegung, Elite. Eine soziologische Studie zur Geschichte der englischen Arbeiterbewegung, die er 1960 verteidigte. Im selben Jahr wurde er Chefredakteur der wissenschaftlichen Zeitschrift Studia Socjologiczne. 1962 übernahm er von Hochfeld den Lehrstuhl für Allgemeine Soziologie an der Universität Warschau.
Anfang Januar 1968 trat er aus Protest aus der Polnischen Vereinigten Arbeiterpartei aus, deren Mitglied er seit seinen Studienzeiten gewesen war. Nach den März-Unruhen 1968 und der einsetzenden antisemitischen Hetzkampagne verlor er seine Anstellung an der Universität Warschau und emigrierte nach Israel, wo er drei Jahre verbrachte, Hebräisch lernte und schließlich Dozent an der Universität Tel Aviv wurde. Er kam jedoch zu dem Schluss, dass es „schwierig ist, Wunden zu heilen, die durch Nationalismus verursacht wurden, indem man auf einen anderen Nationalismus zurückgreift“, weshalb er 1971 in das Vereinigte Königreich emigrierte, wo er im selben Jahr einen Ruf auf einen Lehrstuhl für Soziologie an der University of Leeds erhielt, den er bis 1990 innehatte. Bis zu seinem Tod lebte Bauman als emeritierter Professor in Leeds und ging seiner Publikationstätigkeit nach. 
Er war 61 Jahre lang mit der Autorin Janina Bauman (gestorben 2009) verheiratet. Seit ihrem Tod lebte er mit Aleksandra Jasińska-Kania, der Tochter des ehemaligen polnischen stalinistischen Parteichefs Bolesław Bierut, zusammen.

## Werk
Aufgrund politischer Ereignisse musste Bauman zweimal in seinem Leben auswandern bzw. flüchten. Vor den Nazis ist er zusammen mit seiner Familie 1939 in die Sowjetunion geflohen und kämpfte als polnischer Soldat gegen die Wehrmacht. Bauman hat tiefgreifende Erfahrungen mit Krieg, Nationalsozialismus, Stalinismus und Demokratie durchlebt, die er in seinen Theorien vor dem Hintergrund aktueller Transformationsprozesse thematisiert. Totalität, Überwachung, Herrschaft, Ausgrenzung und Anpassung sind immer wiederkehrende Themenmotive in seinen Werken.
Weltweit bekannt auch über die Grenzen seines Fachs hinaus wurde er seit Ende der 1980er Jahre vor allem mit Studien über den Zusammenhang zwischen der Kultur der Moderne und dem Totalitarismus, vor allem dem deutschen Nationalsozialismus und dem Holocaust. Für Bauman war der Holocaust einer von mehreren Wegen, die die europäische Aufklärung einschlagen konnte. Indem er den Holocaust zum integralen – grundsätzlich jederzeit wiederholbaren – Bestandteil der europäischen Moderne erklärte, gelang ihm gleichsam dessen „Historisierung“. In seine Arbeiten zur Entstehung des Holocaust aus der nach nationalen Kriterien geordneten Staatenwelt der Moderne flossen Thesen des Politologen Benedict Anderson ein.
Während Bauman in den 1990er-Jahren zahlreiche Arbeiten zum Diskurs der Postmoderne vorlegte, befasste er sich zuletzt vor allem mit der neuartigen Kontingenz, die die Lebensverhältnisse der „liquiden“, also „verflüssigten“ Moderne kennzeichnet. Zur Betonung des „flüssigen“ Zustandes der Gegenwart charakterisiert Bauman den Unterschied zwischen der „schweren“ Moderne und der „leichten“ Postmoderne, exemplarisch am Phänomen der Macht. In Anlehnung an den Entwurf des Panopticon als Schlüsselmetapher moderner Machtverhältnisse von Michel Foucault bezeichnet Bauman den heutigen Zustand der Macht als „post-panoptisch“. Dabei greift er Gedanken von Richard Sennett auf. Macht bewegt sich für Bauman in der Postmoderne mit der Geschwindigkeit elektronischer Signale, ist also schwer greifbar, exterritorial und physisch unabhängig. Sie rinnt im Sinne von Bauman durch Raum und Zeit, aber vor allem hält sie sich nicht an die nationalen Grenzen, die einst in der Moderne durch Kriege, Grenzkontrollen und von Machtblöcken streng verteidigt wurden.
In seinem Werk Gemeinschaften entwickelt er diese Ansätze weiter: Die Eliten üben keine direkte Kontrolle mehr aus und die verpflichtende Kraft von Bindungen und Normen lässt nach. An deren Stelle treten die Versuchungen und Verlockungen des auf Arbeit und technischem Fortschritt beruhenden Überflusses: Die von außen gelenkte Marschkolonne wird vom Schwarm ersetzt. Die liquide Moderne kennt keine Vision eines gerechten Endzustands der Welt mehr. Die Eliten ziehen sich aus der Welt zurück, geben ihre Ambitionen zur Aufrechterhaltung der sozialen Normen und zur Schaffung einer neuen Ordnung auf und werden quasi exterritorial. Macht beruht nunmehr nicht mehr auf Herrschaft, sondern auf Gruppenidentität durch Distanzierung, auf dem Bestreben, sich abzugrenzen und oberflächliche Differenzen zur Geltungmachung individueller Rechte zu nutzen. Entlang der Differenzen bilden sich neue Gemeinschaften, die sich mit universalistischem Anspruch auf die Menschenrechte berufen. Eine Folge sind die heftigen „Anerkennungs-Kriege“, also extreme Emanzipations- und Identitätskämpfe, welche die Postmoderne prägen: Die Verteidigung kleiner Gemeinschaften erscheint wichtiger als alle anderen Verpflichtungen und führt zu Ausgrenzungen und Einschränkungen der Freiheit. Diese Identitätskämpfe bergen fundamentalistische Züge, wenn sie nur als Selbstverwirklichung betrieben werden.

In seinem letzten, posthum erschienenen Werk, Retrotopia, spricht Bauman von der Verbreitung von gesellschaftlichen Retrotopien, die ihren Fluchtpunkt nicht mehr in einer idyllischen Zukunft, sondern in der idealisierten Vergangenheit besitzen. Charakteristisch für sie seien die Verklärung der Vergangenheit und die Sehnsucht nach Kontinuität in einer durch den Neoliberalismus fragmentierten Welt, in der Entsolidarisierung, Freisetzung und Bindungslosigkeit des Individuums fortschreiten. Die Retrotopien speisen sich aus der Sehnsucht nach der verlorenen, geraubten, „untoten“ Vergangenheit. Bauman unterstreicht als Hauptursache die starke Zunahme von Gewalt in der hyperglobalisierten Welt. Die Menschen seien nicht mehr bereit, durch Sicherheitsverluste für Freiheitsgewinne zu zahlen, wie dies die liberalen Eliten fordern. Sie grenzen sich zunehmend ab und besinnen sich am „Stammes-Lagerfeuer“ auf ihre nationalen, ethnischen, religiösen usw. Identitäten. Die Folge seien zunehmende Aggressivität und Hass gegen „die Anderen“, die Fremden, Andersgläubigen, Schutzsuchenden, Armen, Reichen etc.

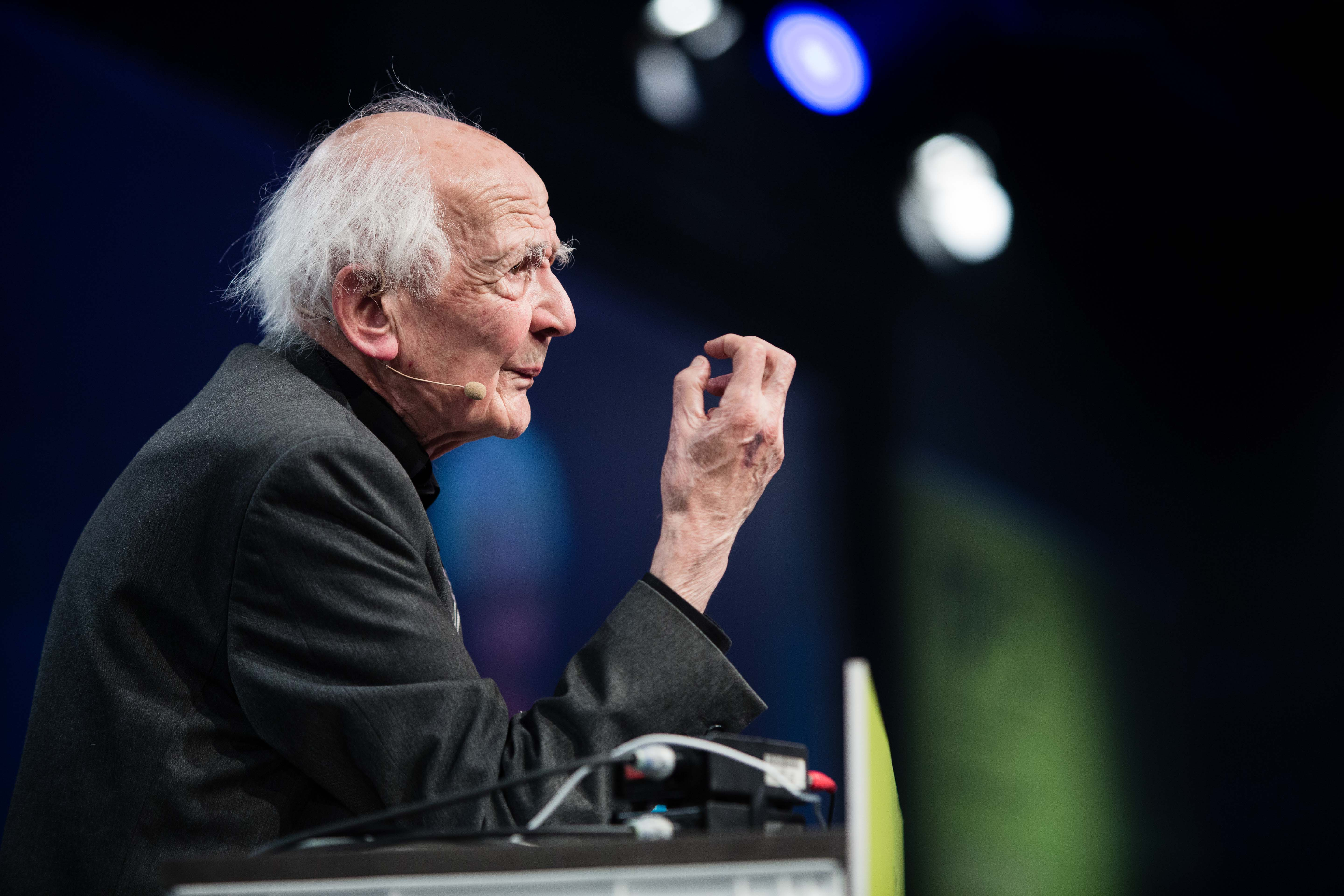
Zygmunt Bauman auf der re:publica 2015

## Auszeichnungen
Bauman erhielt 1989 den Amalfi-Preis sowie 1998 den Theodor-W.-Adorno-Preis. 2010 wurde er mit dem Prinz-von-Asturien-Preis in der Kategorie Kommunikation und Humanwissenschaften (gemeinsam mit Alain Touraine) geehrt. 2013 verweigerte Bauman die Annahme der Ehrendoktorwürde der Universität Breslau, nachdem es Vorwürfe gegeben hatte, er habe sich nie für seine Mitwirkung im stalinistischen Repressionsapparat entschuldigt. 2014 verlieh ihm die Deutsche Gesellschaft für Soziologie den Preis für ein „hervorragendes wissenschaftliches Lebenswerk“; Laudator war Ulrich Beck.

## Werke

### Polnische Periode
- 1957: Zagadnienia centralizmu demokratycznego w pracach Lenina [Fragen des demokratischen Zentralismus in den Werken Lenins]. Warszawa: Książka i Wiedza.
- 1959: Socjalizm brytyjski: Źródła, filozofia, doktryna polityczna [Der britische Sozialismus: Quellen, Philosophie, politische Doktrin]. Warszawa: Państwowe Wydawnictwo Naukowe.
- 1960: Klasa, ruch, elita: Studium socjologiczne dziejów angielskiego ruchu robotniczego [Klasse, Bewegung, Elite: Eine soziologische Studie zur Geschichte der englischen Arbeiterbewegung]. Warszawa: Państwowe Wydawnictwo Naukowe.
- 1960: Z dziejów demokratycznego ideału [Aus der Geschichte des demokratischen Ideals]. Warszawa: Iskry.
- 1960: Kariera: cztery szkice socjologiczne [Karriere. Vier soziologische Skizzen]. Warszawa: Iskry.
- 1961: Z zagadnień współczesnej socjologii amerykańskiej [Fragen der modernen amerikanischen Soziologie]. Warszawa: Książka i Wiedza.
- 1962 (mit Szymon Chodak, Juliusz Strojnowski, Jakub Banaszkiewicz): Systemy partyjne współczesnego kapitalizmu [Parteisysteme des modernen Kapitalismus]. Warsaw: Książka i Wiedza.
- 1962: Społeczeństwo, w którym żyjemy [Die Gesellschaft, in der wir leben]. Warsaw: Książka i Wiedza.
- 1962: Zarys socjologii. Zagadnienia i pojęcia [Umriss der Soziologie. Fragen und Begriffe]. Warszawa: Państwowe Wydawnictwo Naukowe.
- 1963: Idee, ideały, ideologie [Ideen, Ideale, Ideologien]. Warszawa: Iskry.
- 1964: Zarys marksistowskiej teorii społeczeństwa [Umriss der marxistischen Gesellschaftstheorie]. Warszawa: Państwowe Wydawnictwo Naukowe.
- 1964: Socjologia na co dzień [Soziologie für den Alltag]. Warszawa: Iskry.
- 1965: Wizje ludzkiego świata. Studia nad społeczną genezą i funkcją socjologii [Visionen einer menschlichen Welt. Studien über die gesellschaftliche Genese und Funktion der Soziologie]. Warszawa: Książka i Wiedza.
- 1966: Kultura i społeczeństwo. Preliminaria [Kultur und Gesellschaft. Preliminarien]. Warszawa: Państwowe Wydawnictwo Naukowe.

### Britische Periode
- 1972: Between Class and Elite. The Evolution of the British Labour Movement. A Sociological Study. Manchester: Manchester University Press ISBN 0-7190-0502-7, (polnisches Original 1960)
- 1973: Culture as Praxis. London: Routledge & Kegan Paul. ISBN 0-7619-5989-0.
- 1976: Socialism: The Active Utopia. New York: Holmes and Meier Publishers. ISBN 0-8419-0240-2.
- 1976: Towards a Critical Sociology: An Essay on Common-Sense and Emancipation. London: Routledge & Kegan Paul. ISBN 0-7100-8306-8.
- 1978: Hermeneutics and Social Science: Approaches to Understanding. London: Hutchinson. ISBN 0-09-132531-5.
- 1982: Memories of Class: The Pre-history and After-life of Class. London/Boston: Routledge & Kegan Paul. ISBN 0-7100-9196-6.
- c1985 Stalin and the peasant revolution: a case study in the dialectics of master and slave. Leeds: University of Leeds Department of Sociology. ISBN 0-907427-18-9.
- 1987: Legislators and interpreters – On Modernity, Post-Modernity, Intellectuals. Ithaca, N.Y.: Cornell University Press. ISBN 0-8014-2104-7.
- 1988: Freedom. Philadelphia: Open University Press. ISBN 0-335-15592-8.
- 1989: Modernity and The Holocaust. Ithaca, N.Y.: Cornell University Press. ISBN 0-8014-2397-X 
(dt. Übers. Dialektik der Ordnung. Die Moderne und der Holocaust. Hamburg: Europäische Verlagsanstalt, 1992. ISBN 3-434-50015-4.) Siehe dazu Thomas Etzemüller: Ambivalente Metaphorik. Ein kritischer Rückblick auf Zygmunt Baumans »Dialektik der Ordnung« (1989). In: Zeithistorische Forschungen 14 (2017), S. 177–183.
- 1990: Paradoxes of Assimilation. New Brunswick: Transaction Publishers.
- 1990: Thinking Sociologically. An introduction for Everyone. Cambridge, Mass.: Basil Blackwell. ISBN 0-631-16361-1.
(dt. Übers. Vom Nutzen der Soziologie, Frankfurt am Main: Suhrkamp, 2000, ISBN 3-518-11984-2.)
- 1991: Modernity and Ambivalence. Ithaca, N.Y.: Cornell University Press. ISBN 0-8014-2603-0.
(dt. Übers. Moderne und Ambivalenz. Das Ende der Eindeutigkeit, Hamburg: Junius, 1992, ISBN 3-88506-204-6.)
- 1992: Intimations of Postmodernity. London, New York: Routledge. ISBN 0-415-06750-2.
(dt. Übers. Ansichten der Postmoderne, Hamburg: Argument-Verlag 1995, ISBN 3-88619-239-3.)
- 1992: Mortality, Immortality and Other Life Strategies. Cambridge: Polity Press. ISBN 0-7456-1016-1.
(dt. Übers. Tod, Unsterblichkeit und andere Lebensstrategien. Frankfurt am Main: Fischer Taschenbuch-Verlag, 1994, ISBN 3-596-12326-7.)
- 1993: Postmodern Ethics. Cambridge, MA: Basil Blackwell. ISBN 0-631-18693-X.
(dt. Übers. Postmoderne Ethik, Hamburger Edition, Hamburg 1995, ISBN 3-930908-22-0.)
- 1994: Dwa szkice o moralności ponowoczesnej [Zwei Skizzen über postmoderne Moral]. Warszawa: IK.
- 1995: Life in Fragments. Essays in Postmodern Morality. Cambridge, MA: Basil Blackwell. ISBN 0-631-19267-0.
(dt. Übers. Flaneure, Spieler und Touristen. Essays zu postmodernen Lebensformen, Hamburg: Hamburger Edition, 1997, ISBN 3-930908-30-1.)
- 1996: Alone Again – Ethics After Certainty. London: Demos. ISBN 1-898309-40-X.
- 1997: Postmodernity and its discontents. New York: New York University Press. ISBN 0-7456-1791-3.
(dt. Übers. Das Unbehagen in der Postmoderne, Hamburg: Hamburger Edition 1999, ISBN 3-930908-45-X.) [Rezensionen: Gerd Roellecke in: FAZ, 23. März 1999; C. Geulen in: SZ, 27./28. März 1999]
- 1997: Ciało i przemoc w obliczu ponowoczesności [Körper und Gewalt angesichts der Postmoderne]. Toruń: Wydawnictwo Naukowe Uniwersytetu Mikołaja Kopernika. ISBN 83-231-0654-1.
- 1997: (mit Roman Kubicki, Anna Zeidler-Janiszewska) Humanista w ponowoczesnym świecie – rozmowy o sztuce życia, nauce, życiu sztuki i innych sprawach [Ein Humanist in der postmodernen Welt – Gespräche über die Kunst des Lebens, die Wissenschaft, das Leben der Kunst und andere Themen]. Warszawa: Zysk i S-ka. ISBN 83-7150-313-X.
- 1998: Work, consumerism and the new poor. Philadelphia: Open University Press. ISBN 0-335-20155-5.
- 1998: Globalization: The Human Consequences. New York: Columbia University Press. ISBN 0-7456-2012-4.
(dt. Übers. Der Mensch im Globalisierungskäfig, Frankfurt am Main: Suhrkamp 2003, ISBN 3-518-12125-1.)
- 1999: In Search of Politics. Cambridge: Polity Press. ISBN 0-7456-2172-4.
(dt. Übers. Die Krise der Politik. Fluch und Chance einer neuen Öffentlichkeit. Hamburg: Hamburger Edition 2000, ISBN 3-930908-60-3.)
- 2000: Liquid Modernity. Cambridge: Polity Press ISBN 0-7456-2409-X.
(dt. Übers. Flüchtige Moderne, Frankfurt am Main: Suhrkamp 2003, ISBN 3-518-12447-1.)
- 2001: Community. Seeking Safety in an Insecure World. Cambridge: Polity Press. ISBN 0-7456-2634-3.
(dt. Übers. Gemeinschaften: Auf der Suche nach Sicherheit in einer bedrohlichen Welt, Frankfurt am Main: Suhrkamp 2009, ISBN 978-3-518-12565-6.)
- 2001: The Individualized Society. Cambridge: Polity Press. ISBN 0-7456-2506-1.
- 2001 (mit Keith Tester): Conversations with Zygmunt Bauman. Cambridge: Polity Press. ISBN 0-7456-2664-5.
- 2001 (mit Tim May): Thinking Sociologically, 2nd edition. Oxford: Blackwell Publishers. ISBN 0-631-21929-3.
- 2002: Society Under Siege. Cambridge: Polity Press. ISBN 0-7456-2984-9.
- 2003: Liquid Love: On the Frailty of Human Bonds, Cambridge: Polity Press. ISBN 0-7456-2489-8.
- 2003: City of fears, city of hopes. London: Goldsmith’s College. ISBN 1-904158-37-4.
- 2004: Wasted Lives. Modernity and its Outcasts. Cambridge: Polity Press. ISBN 0-7456-3164-9.
(dt. Übers. Verworfenes Leben. Die Ausgegrenzten der Moderne, Hamburg: Hamburger Edition 2005, ISBN 3-936096-57-0, Bonn: Lizenzausgabe für die Bundeszentrale für politische Bildung 2005, ISBN 3-89331-649-3. Rezension von Jens Kastner: Der Staat und der Abfall. Jungle World 43/2006, 26. Oktober 2005.)
- 2004: Europe: An Unfinished Adventure. Cambridge: Polity Press. ISBN 0-7456-3403-6.
- 2004: Identity: Conversations with Benedetto Vecchi. Cambridge: Polity Press. ISBN 0-7456-3308-0.
- 2005: Liquid Life. Cambridge: Polity Press. ISBN 0-7456-3514-8.
(dt. Übers. Leben in der flüchtigen Moderne, Frankfurt am Main: Suhrkamp 2007, ISBN 978-3-518-12503-8.)
- 2006: Liquid Fear. Cambridge: Polity Press. ISBN 0-7456-3680-2.
- 2006: Moralność w niestabilnym świecie [Moral in einer instabilen Welt]. Poznań: Księgarnia św. Wojciecha. ISBN 83-7015-863-3.
- 2007: Liquid Times: Living in an Age of Uncertainty. Cambridge: Polity Press. ISBN 0-7456-3987-9.
(dt. Übers. Flüchtige Zeiten: Leben in der Ungewissheit, Hamburg: Hamburger Edition, 2008, ISBN 978-3-936096-92-7.)
- 2007: Consuming Life. Cambridge: Polity Press. ISBN 0-7456-3979-8.
(dt. Übers. Leben als Konsum, Hamburg: Hamburger Edition, 2009, ISBN 978-3-86854-211-0.)
- 2008: Does Ethics Have a Chance in a World of Consumers? (Institute for Human Sciences Vienna Lecture Series). Cambridge, Mass.: Harvard University Press. ISBN 978-0-674-02780-0.
- 2008: The Art of Life. Cambridge: Polity Press. ISBN 0-7456-4326-4.
(dt. Übers. Wir Lebenskünstler, Berlin: Suhrkamp, 2010, ISBN 978-3-86854-211-0.)
- 2009: Living on Borrowed Time: Conversations with Citlali Rovirosa-Madrazo. Cambridge: Polity. ISBN 978-0-7456-4738-8.
- 2009 (mit Anna Zeidler-Janiszewska, Roman Kubicki): Życie w kontekstach. Rozmowy o tym, co za nami, i o tym, co przed nami [Leben in Kontexten. Gespräche über das, was hinter uns liegt, und das, was vor uns liegt]. Warszawa: Wydawnictwo Akademickie i Profesjonalne ISBN 978-83-61408-77-2.
 (dt. Auszüge des Buches veröffentlicht in: telegraph. ostdeutsche zeitschrift # 120/121 (Juni 2010))
- 2009: Quel diverso che ci fa paura. La Repubblica, 16. November 2009, S. 37.
- 2011: Jochen Rack: Leben und Konsum. Gespräch mit Zygmunt Bauman. In: Sinn und Form 4/2011, S. 532–543.
- 2013: Daten, Drohnen, Disziplin. Ein Gespräch über flüchtige Überwachung. Zygmunt Bauman und David Lyon. Suhrkamp, Berlin, ISBN 978-3-518-12667-7.
- 2015: Retten uns die Reichen? Herder, 2015, ISBN 978-3-451-31565-7.
- 2015 (mit Stanislaw Obirek): Of God and Man. Cambridge: Polity Press. ISBN 978-0-7456-9569-3.
- 2016: Strangers at Our Door. Polity Press, Cambridge, ISBN 978-1-5095-1217-1.
  - Deutsche Ausgabe: Die Angst vor den anderen. Ein Essay über Migration und Panikmache. Aus dem Englischen übersetzt von Michael Bischoff. Suhrkamp, Berlin 2016, ISBN 978-3-518-07258-5.
- 2017: Retrotopia. Polity Press, Cambridge, ISBN 978-1-5095-1531-8.
  - Deutsche Ausgabe: Retrotopia. Suhrkamp, Berlin 2017, ISBN 978-3-518-07331-5.
- 2019: Born Liquid. Transformations in the Third Millennium. Mit Thomas Leoncini, aus dem Italienischen übersetzt (2017), Polity Press, Cambridge 2019, ISBN 978-1-5095-3070-0.

### Posthum
- 2023: My Life in Fragments, Polity Press, Cambridge.
  - Deutsche Ausgabe: Fragmente meines Lebens. Herausgegeben von Izabela Wagner. Aus dem Englischen von Ursula Kömen, Jüdischer Verlag, Berlin 2024, ISBN 978-3-633-54331-1.

### Englischsprachig
- Peter Beilharz: Zygmunt Bauman: Dialectic of Modernity. Sage, London 2000, ISBN 0-7619-6735-4.
- Tony Blackshaw: Zygmunt Bauman (Key Sociologists). Routledge, London/New York 2005, ISBN 0-415-35504-4.
- Anthony Elliott (Hrsg.): The Contemporary Bauman. Routledge, London 2007, ISBN 0-415-40969-1.
- Michael Hviid Jacobsen, Poul Poder (Hrsg.): The Sociology of Zygmunt Bauman: Challenges and Critique. AsHrsgate, London 2008, ISBN 0-7546-7060-0.
- Richard Kilminster, Ian Varcoe (Hrsg.): Culture, Modernity and Revolution: Essays in Honour of Zygmunt Bauman. Routledge, London 1995, ISBN 0-415-08266-8.
- Dennis Smith: Zygmunt Bauman: Prophet of Postmodernity (Key Contemporary Thinkers). Polity Press, Cambridge 2000, ISBN 0-7456-1899-5.
- Keith Tester: The Social Thought of Zygmunt Bauman. Palgrave MacMillan, Houndmills 2004, ISBN 1-4039-1271-8.
- Keith Tester, Michael Hviid Jacobsen: Bauman Before Postmodernity: Invitation, Conversations and Annotated Bibliography 1953–1989. Aalborg University Press, Aalborg 2006, ISBN 87-7307-738-0.
- Keith Tester, Michael Hviid Jacobsen, Sophia Marshman: Bauman Beyond Postmodernity: Conversations, Critiques and Annotated Bibliography 1989–2005. Aalborg University Press, Aalborg 2007, ISBN 87-7307-783-6.
- Izabela Wagner: Bauman: A Biography. Polity Press, Oxford 2020, ISBN 978-1-5095-2686-4.

### Deutschsprachig
- Peter Haffner: Zygmunt Bauman. Die Welt, in der wir leben. Liebe, Arbeit, Glück und Konsum. Das ganze Leben. Ein Gespräch mit Zygmunt Bauman. In: Das Magazin. 4. Juli 2015.
- Peter Haffner: Zygmunt Bauman. Das Vertraute unvertraut machen. Ein Gespräch mit Peter Haffner. Hoffmann und Campe, Hamburg 2017, ISBN 978-3-455-00154-9.
- Andreas Hetzel: Zygmunt Bauman: Moderne und Ambivalenz/Ansichten der Postmoderne. In: Gerhard Gamm/Andreas Hetzel/Markus Lilienthal: Interpretationen. Hauptwerke „Sozialphilosophie“. Reclam, Stuttgart 2001, S. 290–311.
- Matthias Junge, Thomas Kron (Hrsg.): Zygmunt Bauman. Soziologie zwischen Postmoderne und Ethik. Leske + Budrich (utb), Opladen 2002, ISBN 3-8252-2221-7.
- Matthias Junge: Zygmunt Bauman. In: Aktuelle Theorien der Soziologie. Hrsg. von Dirk Kaesler. Beck, München 2005, ISBN 3-406-52822-8.
- Matthias Junge: Zygmunt Bauman: Soziologie in der Spannung zwischen Moderne und Postmoderne. Eine Einführung. VS, Wiesbaden 2006, ISBN 3-531-14920-2.
- Jens Kastner: Politik und Postmoderne – Libertäre Aspekte in der Soziologie Zygmunt Baumans. Unrast, Münster 2002, ISBN 3-89771-403-5.
- Jens Kastner: Zygmunt Bauman. Globalisierung, Politik und flüchtige Kritik. Turia + Kant, Wien/Berlin 2015, ISBN 978-3-85132-788-5.
- Boris Krause: Solidarität in Zeiten privatisierter Kontingenz. Anstöße Zygmunt Baumans für eine Christliche Sozialethik der Postmoderne. Lit, Münster 2005, ISBN 3-8258-8880-0.
- Thomas Kron: Moralische Individualität. Eine Kritik der postmodernen Ethik von Zygmunt Bauman und ihrer soziologischen Implikationen für eine soziale Ordnung durch Individualisierung. Leske + Budrich, Opladen 2001, ISBN 3-8100-3097-X.
- Thomas Kron, Melanie Reddig: Zygmunt Bauman. In: Stephan Moebius, Dirk Quadflieg (Hrsg.): Kultur. Theorien der Gegenwart. VS-Verlag für Sozialwissenschaften, Wiesbaden 2006, ISBN 3-531-14519-3.
- Harald Welzer (Hrsg.): Auf den Trümmern der Geschichte. Gespräche mit Raul Hilberg, Hans Mommsen und Zygmunt Bauman. edition diskord, Tübingen 1999, ISBN 3-89295-659-6.